# تشيك أتكينسون
تشيك أتكينسون (بالإنجليزية: Chick Atkinson)‏ هو لاعب كرة قدم أمريكية أمريكي، ولد في 16 يناير 1918 في بوكاتيلو في الولايات المتحدة، وتوفي في 4 يناير 1962.